# Ulrike Möckel
Ulrike Möckel (* 1956) ist eine deutsche Synchronsprecherin und Schauspielerin.

## Synchrontätigkeit
Seit 1987 ist Möckel die deutsche Stimme von Meg Ryan. Zudem lieh sie bekannten Schauspielerinnen wie Melanie Griffith und Andie MacDowell ihre Stimme.
Weiterhin war Ulrike Möckel in den Hörspielen Drifthaus, Peterchens Mondfahrt und Märchenbox zu hören.

## Schauspieltätigkeit
Als Schauspielerin war Ulrike Möckel zweimal in Filmen zu sehen: 1984 in Schakaladu und 1988 in Das Rattennest. Zudem spielt sie Theater.

## Synchronarbeiten (Auswahl)
Una Merkel
- 1989: Herz zu verschenken als Carol
- 1992: Ich kämpfe für dich als Amy Drexel

Virginia Madsen
- 1990: The Hot Spot – Spiel mit dem Feuer als Dolly Harshaw
- 1991: Seeschlacht vor Virginia als Betty Stuart

Annabella Sciorra
- 1992: Die Hand an der Wiege als Claire Bartel
- 1998: Hinter dem Horizont als Annie Collins–Nielsen

Nancy Travis
- 1993: Liebling, hältst Du mal die Axt? als Harriet Michaels
- 2000: Die Nominierung als Jennifer „Jenny“ Pryce

Shelley Long
- 1995: Die Brady Family als Carol Brady
- 1996: Die Brady Family 2 als Carol Brady

Joan Cusack
- 1999: Die Braut, die sich nicht traut als Peggy Flemming
- 2000: High Fidelity als Liz

April Margera
- 2006: Jackass: Nummer Zwei als April Margera
- 2010: Jackass 3D als April Margera

Mariel Hemingway
- 1985: Das mörderische Paradies als Christine Connelly
- 1999: Die Tochter des Präsidenten: In tödlicher Gefahr als Alex McGregor
- 2002: First Shot – Das Attentat als Alex McGregor

Geena Davis
- 1988: Beetlejuice als Barbara
- 1990: Ein verrückt genialer Coup als Phyllis Potter
- 1992: Ein ganz normaler Held als Gale Gayley
- 2015: Grey’s Anatomy (Fernsehserie) als Dr. Nicole Herman

Marcia Gay Harden
- 2003: Mona Lisas Lächeln als Nancy Abbey
- 2004: P.S. – Liebe auf Anfang als Missy Goldberg
- 2007: Into the Wild als Billie McCandless
- 2009: Aus tiefster Seele als Mary Marino

Laraine Day
- 1991: Dr. Kildare: Unter Verdacht als Mary Lamont
- 1991: Dr. Kildare: Das Geheimnis als Mary Lamont
- 1991: Dr. Kildare: Verhängnisvolle Diagnose als Mary Lamont
- 1991: Dr. Kildare: Vor Gericht als Mary Lamont
- 1991: Dr. Kildare: Der Hochzeitstag als Mary Lamont

Meg Ryan
- 1988: D.O.A. – Bei Ankunft Mord als Sydney Fuller
- 1989: Harry und Sally als Sally Albright
- 1990: Joe gegen den Vulkan als DeDe/ Angelica Graynamore/ Patricia Graynamore
- 1992: Zauberhafte Zeiten als Rita Boyle
- 1993: Flesh And Bone – Ein blutiges Erbe als Kay Davies
- 1994: I.Q. – Liebe ist relativ als Catherine Boyd
- 1995: French Kiss als Kate
- 1996: Mut zur Wahrheit als Captain Karen Emma Walden
- 1997: In Sachen Liebe als Maggie
- 1998: E-m@il für Dich als Kathleen Kelly
- 1998: Stadt der Engel als Dr. Maggie Rice
- 2000: Aufgelegt! als Eve Mozell Marks
- 2001: Kate & Leopold als Kate McKay
- 2003: In the Cut als Frannie Avery
- 2004: Die Promoterin als Jackie Kallen
- 2007: In the Land of Women als Sarah Hardwicke
- 2008: The Deal – Eine Hand wäscht die andere als Deidre Hearn
- 2008: Lauschangriff – My Mom’s New Boyfriend als Martha „Marty“ Durand
- 2009: Serious Moonlight als Louise

### Filme
- 1980: Ferien für eine Woche – Flore Fitzgerald als Anne
- 1983: Cross Creek – Mary Steenburgen als Bürgermeisterin Kinnan Rawlings
- 1984: Endstation Sehnsucht – Beverly D’Angelo als Stella DuBois Kowalski
- 1994: Torben, der Satansbraten – Eva Forchhammer als Borghild
- 1997: Plump Fiction – Sandra Bernhard als Bunny Roberts
- 1998: Top Jets – Angriff aus den Wolken – Dey Young als Dr. Baxter
- 2003: Inspektor Gadget 2 – Sigrid Thornton als Bürgermeisterin Wilson
- 2004: Meine Frau, ihre Schwiegereltern und ich – Kali Rocha als Flugbegleiterin
- 2005: Solange du da bist – Rosalind Chao als Fran
- 2011: October Baby – Jennifer Price als Grace
- 2012: Golden Winter – Wir suchen ein Zuhause – Shannon Elizabeth als Jessica Richmond
- 2013: Snowpiercer – Tilda Swinton als Mason
- 2014: 8 Namen für die Liebe – Carmen Machi als Merche
- 2014: Brief an Evita – Ana Torrent als Carmen Polo
- 2015: The Witch – Kate Dickie als Katherine
- 2016: Die Todesbucht – Anna Zinnemann als Vanessa
- 2020: The Prom – Mary Kay Place als Bea

### Serien
- 1986: Hart aber herzlich – Markie Post als Sandy
- 1996–2005: Alle lieben Raymond – Patricia Heaton als Debra Barone
- 1997: Models Inc. – Carrie–Anne Moss als Carrie Spencer
- 2007–2009: Lost – Susan Duerden als Carole Littleton
- 2009: Ghost Whisperer – Stimmen aus dem Jenseits – Amy Pietz als Lisa Keller
- 2012–2015: Jessie – Carolyn Hennesy als Rhoda Chesterfield
- 2014: Die Bibel – Sharon Duncan–Brewster als Samsons Mutter
- 2014–2016: Devious Maids – Schmutzige Geheimnisse – Rebecca Wisocky als Evelyn Powell

## Hörbuchproduktionen
- Dale Peck: Drifthaus. Die erste Reise. Gelesen von Ulrike Möckel. Übersetzung: Gerald Jung und Katharina Orgaß. Argon Verlag 2006, ISBN 978-3-86610-091-6